# Sergiu Epureanu
Sergiu Epureanu (ur. 12 września 1976 w Cantemirze) – mołdawski piłkarz występujący na pozycji pomocnika. Brat innego piłkarza, Alexandru Epureanu.

## Kariera klubowa
Epureanu karierę rozpoczynał w 1992 roku w zespole Agro Kiszyniów, grającym w pierwszej lidze mołdawskiej. Na początku 1997 roku przeszedł do Zimbru Kiszyniów. Z zespołem tym dwukrotnie zdobył mistrzostwo Mołdawii (1998, 1999), a także dwa razy Puchar Mołdawii (1997, 1998). W listopadzie 1999 został wypożyczony do tureckiego Samsunsporu. W Süper Lig zadebiutował 21 listopada 1999 w wygranym 1:0 meczu z Bursasporem. W Samsunsporze grał do końca sezonu 1999/2000.
W połowie 2000 roku Epureanu został zawodnikiem innego klubu Süper Lig, İstanbulsporu. Na początku 2001 roku odszedł jednak stamtąd do Zimbru Kiszyniów. W tym samym roku wywalczył z nim wicemistrzostwo Mołdawii. W 2002 roku został zawodnikiem rosyjskiego Sokoła Saratów. W sezonie 2002 spadł z nim z pierwszej ligi do drugiej. W 2004 roku przeniósł się na Ukrainę, gdzie grał w pierwszoligowych zespołach Worskła Połtawa oraz Krywbas Krzywy Róg.
W 2007 roku Epureanu odszedł do mołdawskiego Nistru Otaci. Spędził tam dwa lata, a w 2009 roku przeszedł do kazachskiego klubu FK Taraz, w którym występował w sezonie 2009. Następnie grał w Viitorulu Orgiejów, białoruskim Niomanie Grodno, a także w Academii UTM Kiszyniów i w Nistru Otaci. W 2013 roku zakończył karierę.

## Kariera reprezentacyjna
W reprezentacji Mołdawii Epureanu zadebiutował 9 kwietnia 1996 w zremisowanym 2:2 towarzyskim meczu z Ukrainą, a 10 marca 1999 w wygranym 2:0 towarzyskim pojedynku z Maltą strzelił swojego pierwszego gola w kadrze. W latach 1996–2006 w drużynie narodowej rozegrał 47 spotkań i zdobył 3 bramki.